# These Are the Days of Our Lives
These Are the Days of Our Lives ist ein Lied der britischen Rockband Queen. Obwohl er der gesamten Band zugeschrieben wird, wurde er größtenteils von ihrem Schlagzeuger Roger Taylor geschrieben und ist der achte Track auf dem 1991 veröffentlichten Album Innuendo.

## Hintergrund
Roger Taylor schwelgte in Erinnerungen an die Vergangenheit und schrieb den Song, als sich der Gesundheitszustand von Freddie Mercury verschlechterte. Taylor kannte Mercury seit seiner Teenager-Zeit in den späten 1960er Jahren, als sie gemeinsam am Kensington Market in London arbeiteten, bevor die beiden (zusammen mit Brian May) 1970 Queen gründeten. Der erste Refrain des Liedes schwelgt in Erinnerungen: "Those were the days of our lives", während sich der zweite Refrain auf die Gegenwart bezieht: "Cause these are the days of our lives".

## Veröffentlichung und Erfolg
Der Song wurde am 5. September 1991, dem 45. Geburtstag von Freddie Mercury, in den Vereinigten Staaten als Single veröffentlicht und am 9. Dezember, nach Mercurys Tod, in Irland und Großbritannien als Doppel-A-Seite mit dem Queen-Titel Bohemian Rhapsody. Die Doppel-A-Seite debütierte auf Platz 1 der britischen Singles-Charts und hielt sich dort fünf Wochen lang, stand sechs Wochen lang an der Spitze der irischen Singles-Charts und erreichte in Deutschland Platz 16. Der Song wurde 1992 mit einem Brit Award für die britische Single des Jahres prämiert. Im Jahr 1999 war er auf dem Queen-Kompilationsalbum Greatest Hits III enthalten.
Ron Hart vom Rolling Stone schreibt: „Die Conga-getriebene Synthie-Ballade "These Are the Days of Our Lives" ist die bedeutendste Single von Innuendo, da sie an Mercurys 45. Geburtstag veröffentlicht wurde und das Video das letzte Mal war, dass seine Fans den Sänger lebendig sehen konnten, da es im Mai 1991 in der Endphase seines Kampfes mit AIDS gedreht wurde. Eine Ballade im Stil von "Love of My Life", ein Song, der angesichts der Zerbrechlichkeit von Mercurys Erscheinung in dem Schwarz-Weiß-Video ein erhebliches Gewicht hatte, was später noch verstärkt wurde, als unveröffentlichtes Farbmaterial von den Dreharbeiten in Days of Our Lives“ auftauchte.

## Musikvideo
Das Video war das letzte Video von Queen, in dem Freddie Mercury vor seinem Tod am 24. November 1991 persönlich zu sehen war. Rudi Dolezal und Hannes Rossacher von DoRo Productions drehten das Musikvideo am 30. Mai 1991 in den Studios in London. Mercury, Roger Taylor und John Deacon waren bei den Dreharbeiten anwesend; Brian May wurde später im Jahr gefilmt und digital hinzugefügt, da er zum Zeitpunkt der Dreharbeiten auf einer Werbetour außer Landes war. Nach Gerüchten über Mercurys Gesundheitszustand wurde das Video in Schwarz-Weiß gedreht und veröffentlicht, um das ganze Ausmaß seiner Krankheit zu verbergen.
In dem Video trägt Mercury eine Weste mit Katzenbildern, die von der Queen-Kostümbildnerin Diana Moseley für ihn angefertigt wurde. Am Ende des Liedes blickt Mercury zum Abschied direkt in die Kamera und flüstert seinen Fans zu: "I still love you" – seine letzten Worte vor der Kamera. Videoregisseur Dolezal war im Vorfeld angewiesen worden, sich wegen Mercurys kränkelndem Zustand zu beeilen, doch bevor die Dreharbeiten abgeschlossen waren, bat Mercury um eine weitere Aufnahme für den letzten Text des Liedes: „Diese Tage sind vorbei, aber eine Sache ist immer noch wahr / Wenn ich hinschaue und feststelle, dass ich dich immer noch liebe.“ Jordan Runtagh für People schreibt: „Bei der letzten Zeile nimmt er all seine Kraft für eine letzte heroische Pose zusammen, bevor er mit einem leisen Lachen in sich zusammensinkt. Durch die Kamera starrend, flüstert er ein letztes "Ich liebe dich immer noch", bevor er mit den Fingern schnippt und mit Schwung aus dem Bild geht.“ Dolezal kommentiert: „In den letzten Sekunden des Songs gibt er uns ein Resümee seines ganzen Lebens: ‚Ich war ein großer Superstar, aber nehmt das nicht zu ernst.‘ Und dann: ‚Ich liebe euch immer noch‘, was an die Fans gerichtet ist. Dann geht er aus dem Leben. Selbst in seinen letzten Momenten hat er seinen Abgang künstlerisch geplant. So wollte er es haben.“
Die US-Version des Videos zeigt Animationen, die von den Walt Disney Studios produziert wurden, da die nordamerikanische Plattenfirma von Queen, Hollywood Records, eine Tochtergesellschaft von The Walt Disney Company ist. Eine weitere Videoversion wurde 1992 veröffentlicht, um das Classic Queen-Compilation-Album in den USA zu promoten. Sie kombiniert altes Filmmaterial der Band aus den Jahren 1973 bis 1991 mit den Auftritten der Band aus dem in den USA ausgestrahlten Video.

## Liveauftritte und Coverversionen
Der Song wurde erstmals am 20. April 1992 auf dem Freddie Mercury Tribute Concert live gespielt, gesungen von George Michael und Lisa Stansfield. Die Live-Version wurde 1993 auf der EP Five Live veröffentlicht, die unter dem Titel "George Michael with Queen & Lisa Stansfield" erschien.
Der Song wurde auf den Tourneen 2005/2006 von Queen und Paul Rodgers gespielt, wobei Roger Taylor den Gesang übernahm. Auf der Bühne wurde der Song von einem Video der Band in ihren frühen Tagen in Japan begleitet, darunter viele Aufnahmen, die sich auf die früheren Bandmitglieder Freddie Mercury und John Deacon konzentrieren.
Der Song wurde am 1. Juli 2007 beim Konzert für Diana im renovierten Wembley-Stadion in London zu Ehren von Diana, Princess of Wales, die fast zehn Jahre zuvor gestorben war, verwendet. Am Ende des Konzerts wurde eine Videomontage von Diana als Kind gezeigt, während das Lied im Hintergrund lief. Eine Coverversion von Petula Clark ist auf ihrem 2008 erschienenen Kompilationsalbum Then & Now enthalten.

## Besetzung
Queen
- Freddie Mercury – Gesang, Keyboards[14]
- Brian May – Elektrische Gitarre, Hintergrundgesang
- Roger Taylor – Schlagzeug, Keyboards, Hintergrundgesang
- John Deacon – Bassgitarre

mit:
- David Richards – Keyboards, Programmierung

## Auszeichnungen für Musikverkäufe
| Land/Region                  | Auszeichnungen für Musikverkäufe (Land/Region, Auszeichnung, Verkäufe) | Verkäufe |
| ---------------------------- | ---------------------------------------------------------------------- | -------- |
| Vereinigtes Königreich (BPI) | Gold                                                                   | 400.000  |
| Insgesamt                    | 1× Gold ·                                                              | 400.000  |

Hauptartikel: Queen (Band)/Auszeichnungen für Musikverkäufe